# Mamiedkała
Mamiedkała – osiedle typu miejskiego w Rosji, w Dagestanie. W 2010 roku liczyło 11 029 mieszkańców.